# Alexander Alexandrowitsch Wolkow (Kosmonaut)
Alexander Alexandrowitsch Wolkow (russisch Алекса́ндр Алекса́ндрович Во́лков, ukrainisch Олександр Олександрович Волков Oleksandr Wolkow; * 27. Mai 1948 in Gorlowka, Oblast Donezk, Ukrainische SSR) ist ein sowjetischer und (nach der Auflösung der Sowjetunion) russischer Kosmonaut, aktiv von 1976 bis 1998.
Wolkow besuchte in Charkow die Höhere Militärfliegerschule „Sergej Gretsewets“, die er 1970 abschloss. Danach blieb er an der Schule und arbeitete bis zu seinem Wechsel in das sowjetische Kosmonautenkader als Ausbilder.
Alexander Wolkow wurde am 1. Dezember 1978 als Kosmonaut ausgewählt. Seine Grundausbildung als Kosmonaut erhielt er von August 1976 bis Januar 1979. Er war der Chef der Kosmonautenausbildung zwischen 1990 und 1998.

## Die Sojus-TM-13-Mission
Wolkow war während der Auflösung der Sowjetunion auf der Mir stationiert. Er war am 2. Oktober 1991 gestartet und erlebte im Weltall die Auflösung der UdSSR.
Aus politischen Gründen wurde im Oktober 1991 anstatt der vorgesehenen Langzeitablösung aus Russland der Kasache Toktar Aubakirow mit zur Mir geschickt, ein Kosmonaut ohne Langzeiterfahrung, der nach acht Tagen zur Erde zurückkehrte. Der schon auf der Mir-Station lebende Kosmonaut Sergei Krikaljow musste seinen Aufenthalt um ein halbes Jahr verlängern. Die Russen kamen damit einer Forderung der bald unabhängigen Republik Kasachstan entgegen, auf dessen Staatsgebiet sich das Kosmodrom Baikonur befindet.
Wie Krikaljow als Sowjetbürger gestartet, kehrte Wolkow nach 5 Monaten am 25. März 1992 als russischer Staatsbürger auf die Erde zurück.

## Privates
Wolkow ist verheiratet und hat zwei Söhne. Einer von ihnen, Sergei Wolkow, wurde 1997 ebenfalls als Kosmonaut ausgewählt.